# Дебольский, Алексей Борисович
Дебольский Алексей Борисович (псевдоним — А. Стражевский; 13 января 1916 — 19 июля 1997) — немецкий советский писатель, переводчик и драматург.

## Биография
Алексей Дебольский родился в 1916 году в Харькове. В 1925 году его семья переехала в Подмосковье. Алексей окончил школу ФЗУ, после чего работал на заводах. Высшее образование он получил в 1938 году, окончив географический факультет МГПИ. По окончании вуза работал учителем в Магадане, а потом перешёл на работу журналистом. В годы Великой Отечественной войны был военным журналистом. С 1946 года работал в Берлине — в газете «Tägliche Rundschau». Затем стал сотрудником прессы Советской Армии. С 1953 года посвятил себя литературной деятельности, продолжая сотрудничать в московской газете «Neues Leben» (Москва). В 1965 году переехал в Казахскую ССР для создания местной немецкоязычной прессы. В 1966 году возглавил только что созданную республиканскую газету «Freundschaft».

## Творчество
Впервые отдельным изданием произведения Дебольского вышли в 1949 году в Берлине — это была книга очерков «Как дела на деревне?». В 1960—1962 годах вышел его роман «Истина стоит жизни», за которым последовали романы «Nebel» (Туман), «Свершение» и «Простые смертные». Помимо этого перу Дебольского принадлежат повесть «Dieser verlangerte Sommer» (Такое долгое лето), сборник рассказов «Когда мы были молоды», пьесы «Большое испытание» и «Министр районного масштаба».